# Conte di Westmorland
Conte di Westmorland è un titolo ereditario della nobiltà inglese della parìa inglese.

## Storia
Ralph Neville, IV barone Neville di Raby, e I conte di Westmorland (1364-1425), era il figlio maggiore di John, III barone Neville, e di sua moglie Maud Percy. Egli ottenne in un primo luogo il cavalierato da Thomas di Woodstock, successivamente duca di Gloucester, durante la spedizione militare in Francia del 1380 e succedette alla baronia del padre nel 1388.
Il conte di Westmorland sposò in seconde nozze Joan Beaufort, sorellastra di Enrico di Lancaster, poi re d'Inghilterra col nome di Enrico IV, ottenendo delle terre nello Yorkshire a partire dal 1399. In quello stesso frangente egli ricevette anche la signoria di Richmond a vita.
Charles Neville, VI conte di Westmorland (1543–1601), figlio primogenito del V conte, aderì in piena epoca di contrasti religiosi, al cattolicesimo sposando poi Jane, figlia di Henry Howard, conte di Surrey, con l'obbiettivo anche di liberare la regina Maria di Scozia ma il progetto fallì ed egli fu costretto a vivere in esilio nei Paesi Bassi, godendo di una pensione fornitagli da Filippo II di Spagna sino alla sua morte il 16 novembre 1601. A quel punto il suo titolo tornò alla corona inglese.
Il titolo venne ricreatro nel 1624 per Sir Francis Fane (c. 1574–1629), la cui madre, Mary Neville, era discendente del figlio minore del primo conte. Egli venne creato anche barone di Burghersh nel 1624 e così la casata si perpetua sino ai nostri giorni.

## Conti di Westmorland, prima creazione (1397)
- Ralph Neville, I conte di Westmorland (1354–1425)
- Ralph Neville, II conte di Westmorland (1408–1484)
- Ralph Neville, III conte di Westmorland (1456–1499)
- Ralph Neville, VI conte di Westmorland (1497–1549)
- Henry Neville, V conte di Westmorland (1525–1564)
- Charles Neville, VI conte di Westmorland (1542–1601) (annullato nel 1571)

## Conti di Westmorland, seconda creazione (1624)
- Francis Fane, I conte di Westmorland (1580–1629)
- Mildmay Fane, II conte di Westmorland (1602–1666)
- Charles Fane, III conte di Westmorland (1635–1691)
- Vere Fane, IV conte di Westmorland (1645–1693)
- Vere Fane, V conte di Westmorland (1678–1699)
- Thomas Fane, VI conte di Westmorland (1683–1736)
- John Fane, VII conte di Westmorland (1685–1762)
- Thomas Fane, VIII conte di Westmorland (1701–1771)
- John Fane, IX conte di Westmorland (1728–1774)
- John Fane, X conte di Westmorland (1759–1841)
- John Fane, XI conte di Westmorland (1784–1859)
- Francis William Henry Fane, XII conte di Westmorland (1825–1891)
- Anthony Mildmay Julian Fane, XIII conte di Westmorland (1859–1922)
- Vere Anthony Francis Fane, XIV conte di Westmorland (1893–1948)
- David Anthony Thomas Fane, XV conte di Westmorland (1924–1993)
- Anthony David Francis Henry Fane, XVI conte di Westmorland (n. 1951)